# Doraksan
 (janvier 2020).
Doraksan (en coréen 도락산 en hangeul et 道樂山 en hanja) est une montagne du Chungcheong du Nord en Corée du Sud. Elle s'élève à une altitude de 964 mètres.